# Relaciones Alemania-Finlandia
Las relaciones Alemania-Finlandia se refieren a las relaciones diplomáticas entre la República Federal de Alemania y la República de Finlandia que pueden retrotraerse al establecimiento de relaciones entre el Imperio alemán y el Reino de Finlandia el 4 de enero de 1918.
Actualmente ambos países son miembros de la Unión Europea, así como del espacio Schengen y la eurozona. También comparten presencia en la OTAN desde la adhesión de Finlandia a esta el 4 de abril de 2023, proceso que Alemania apoyó.

## Historia

### Independencia de Finlandia
Finlandia había permanecido como territorio del Imperio ruso tras la derrota de Suecia-Finlandia en la Guerra finlandesa y la subsiguiente firma del Tratado de Fredrikshamn. A partir de ese momento, los zares de Rusia desde Alejandro I utilizaron los títulos «Gran Duque de Finlandia» o «Príncipe de Finlandia», título creado por Juan III de Suecia en 1556, por lo que Finlandia se convirtió en un territorio en unión personal con la corona rusa conocido como Gran Ducado de Finlandia y que gozó de gran autonomía, aunque ciertas políticas intentaron rusificar la región con poco éxito.
Tras la ejecución de la familia imperial Románov en marzo de 1917, el Parlamento de Finlandia, que recibió grandes poderes del Gobierno provisional ruso tras la Revolución de Febrero, entendió que la unión con Rusia había llegado a su fin con la muerte de los Románov, comenzando a buscar pretendientes al trono finés y comenzando un proceso de independencia a lo largo de aquel año, que culminaría en la declaración de independencia de Finlandia el 6 de diciembre de 1917.
El 4 de enero de 1918, el Imperio alemán reconoció a la República de Finlandia (ésta aún no había elegido monarca y los monárquicos eran minoría en el Parlamento). Con la firma del Tratado de Brest-Litovsk, la RSF de Rusia, que ya había reconocido la independencia de Finlandia el 22 de diciembre de 1917 tras la Declaración de los derechos para los Pueblos de Rusia, se comprometió a no intervenir en el país, lo que dificulto la guerra civil finesa para la autodeclarada el 27 de enero de 1918 República Socialista de los Trabajadores de Finlandia, que esperaban que la intervención del Ejército Rojo impusiese un gobierno comunista a las facciones social demócratas del Partido Socialdemócrata de Finlandia, que querían mantener la República de Finlandia; y a la Guardia Blanca, que esperaban poner una monarquía en el país o unirlo a una confederación con el Ducado Unido del Báltico.
En marzo de 1918, el Senado de Finlandia convenció a C. G. E. Mannerheim, comandante del ejército blanco finés, de solicitar ayuda al Imperio alemán para acelerar al victoria en la guerra civil. Alemania intervino en la guerra civil y logró imponer la posición del ejército blanco finés de convertir Finlandia en un reino, el cual esperaban que eligiese un soberano alemán. Finalmente el Parlamento de Finlandia a Federico Carlos de Hesse-Kassel, nombrado como Carlos I de Finlandia, el 9 de octubre de 1918.
La abdicación del káiser Guillermo II de Alemania el 9 de noviembre de 1918 y la firma del armisticio de Compiègne dos días después, terminó de bombardear la influencia alemana en el recién formado reino finés. El mantener un príncipe alemán en el trono preocupó a Finlandia frente a los aliados, por lo que Lauri Ingman, monárquico, recomendó a Carlos I que renunciase a la corona, como efectivamente hizo el 14 de diciembre de 1918, 66 días después de su coronación. El mismo día, Finlandia volvió a considerarse una república.
En las elecciones del año siguiente, los republicanos obtuvieron tres cuartas partes de los escaños del Parlamento. En las presidenciales, fue elegido Kaarlo Juho Ståhlberg, un político de carrera que había participado en la redacción de la constitución y que previamente se había posicionado a favor de la República por encima de la Monarquía constitucional.

### Periodo de entreguerras
Las relaciones entre la República de Finlandia y la República de Weimar (el nombre por el que se conoció el régimen político de Alemania de 1918 a 1933, aunque oficialmente seguía siendo el Imperio alemán) no fueron destacables, siendo Finlandia un nuevo país con una economía frágil y Alemania un país que debido a las reparaciones de guerra adquiridas en el Tratado de Versalles estuvo en una crisis económica de gran calado.

### Segunda Guerra Mundial
Finlandia fue atacada por la Unión Soviética en la conocida como Guerra de Invierno excusándose en el incidente de Mainila, aunque en realidad esta guerra había sido facilitada por el Pacto Ribbentrop-Mólotov. En esta guerra Finlandia se ve obligada a ceder ciertos territorios a la URSS. Tras la declaración de guerra de Alemania contra la Unión Soviética el 21 de junio de 1941, la Alemania nazi ofrece a Finlandia apoyo en la recuperación de los territorios cedidos el año anterior en el Tratado de Paz de Moscú, dando comienzo a la Guerra de Continuación, que duraría hasta el 19 de septiembre de 1944 con el armisticio de Moscú firmado tras los éxitos soviéticos de la Operación Bagratión, que llevaban un año haciendo retroceder a los alemanes en el frente oriental. Una de las condiciones del armisticio fue la expulsión de las tropas alemanas de Finlandia, lo que llevó al país a la Guerra de Laponia contra la Alemania nazi.

### Primera mitad de la Guerra Fría
Con el final de la Segunda Guerra Mundial y el comienzo de la Guerra Fría, Finlandia pudo mantener su independencia de la Unión Soviética, así como su constitución democrática y su estructura económica capitalista, pero tuvo que ser muy considerada con su poderoso vecino del este y seguir una estricta política de neutralidad.
En Alemania, los sucesos políticos para con Finlandia pusieron de moda el término Finnlandisierung (en alemán: finlandización), utilizado para describir los esfuerzos de un país comparativamente más pequeño para establecer relaciones (tal vez demasiado) amistosas con la Unión Soviética.

### Nuevo reconocimiento bilateral
Finlandia no firmó el reconocimiento de ninguna de las dos entidades alemanas nuevas hasta julio de 1972, cuando reconoció a la República Democrática Alemana (Alemania Oriental). En enero de 1973 reconoció asimismo a la República Federal de Alemania (Alemania Occidental). Esto se enmarcó en el periodo previo a la adminisión de ambos estados alemanes a las Naciones Unidas, resultado de la ostpolitik de Willy Brandt.
Esta nueva ostpolitik también fue útil en los preparativos de la Conferencia sobre la Seguridad y la Cooperación en Europa, que tuvo lugar en Helsinki entre 1973 y 1975 por invitación del gobierno finlandés y que posteriormente contribuyó al colapso del Bloque del Este. Como resultado de estas grandes convulsiones en la política mundial, que culminaron con la disolución de la Unión Soviética a finales de 1991, la política finlandesa pudo comenzar a seguir una política exterior más independiente y unirse a importantes asociaciones europeas, a las que también pertenece Alemania. Hoy en día, las relaciones entre los dos miembros de la Unión Europea, a la que pertenecen Alemania Occidental desde 1973, la Alemania reunificada desde 1990 y Finlandia desde 1995, son estrechas e intensas.

## Misiones diplomáticas permanentes
- Finlandia posee una embajada en la capital alemana, Berlín.
- Alemania posee una embajada en la capital finlandesa, Helsinki.

### Consulados
| - Finlandia tiene un consulado general en Hamburgo. - Consulado general honorario en Düsseldorf. - Consulado general honorario en Múnich. - Consulado honorario en Bremen. - Consulado honorario en Dresde. - Consulado honorario en Fráncfort del Meno. - Consulado honorario en Hanóver. - Consulado honorario en Kiel. - Consulado honorario en Lubeca. - Consulado honorario en Rostock. - Consulado honorario en Stuttgart. - Consulado honorario en Wilhelmshaven. | - Alemania tiene un consulado honorario en Joensuu. - Consulado honorario en Jyväskylä. - Consulado honorario en Lappeenranta. - Consulado honorario en Mariehamn. - Consulado honorario en Oulu. - Consulado honorario en Rovaniemi. - Consulado honorario en Tampere. - Consulado honorario en Turku. - Consulado honorario en Vaasa. |